# Datureae
Tribu
La tribu des Datureae regroupe des plantes de la sous-famille des Solanoideae dans la famille des Solanaceae. 

## Liste des genres
Selon NCBI (3 mars 2012) :
- genre Brugmansia
- genre Datura
- genre Protoschwenkia